# Stefanie Schuster
Stefanie Schuster detta Steffi (Mittelberg, 19 aprile 1969) è un'ex sciatrice alpina austriaca specializzata nelle gare veloci.

## Biografia
La Schuster, originaria di Riezlern in Kleinwalsertal, ottenne il primo piazzamento in Coppa del Mondo l'8 agosto 1989 a Las Leñas in discesa libera (12ª). Nel 1993 partecipò per la prima volta ai Campionati mondiali e nella rassegna iridata di Morioka 1993 si classificò 19ª nella discesa libera, 17ª nel supergigante e 6ª nella combinata; nel 1994 esordì invece ai Giochi olimpici invernali e a Lillehammer 1994 si piazzò 30ª nel supergigante.
L'11 gennaio 1997 conquistò il primo dei suoi tre podi in Coppa del Mondo, arrivando 3ª nella discesa libera di Bad Kleinkirchheim, e ai successivi Mondiali di Sestriere 1997 la sciatrice austriaca si classificò 13ª nella discesa libera, 19ª nel supergigante e non completò lo slalom gigante; l'anno dopo ai XVIII Giochi olimpici invernali di Nagano 1998, sua ultima presenza olimpica, fu 15ª nella discesa libera, 9ª nel supergigante, 15ª nello slalom gigante e 4ª nella combinata.
Ai Mondiali di Vail/Beaver Creek 1999 conquistò la medaglia di bronzo nella discesa libera, dietro alle connazionali Renate Götschl e Michaela Dorfmeister, e a quelli di Sankt Anton am Arlberg del 2001, sua ultima presenza iridata, fu 6ª nella combinata. In Coppa del Mondo conquistò l'ultimo podio il 22 dicembre 2001 a Sankt Moritz in supergigante (3ª) e prese per l'ultima volta il via il 7 marzo 2002 ad Altenmarkt-Zauchensee nella medesima specialità (5ª), ultima gara della sua carriera.

## Palamerès

### Mondiali
- 1 medaglia:
  - 1 bronzo (discesa libera a Vail/Beaver Creek 1999)

### Coppa del Mondo
- Miglior piazzamento in classifica generale: 12ª nel 1998
- 3 podi
  - 3 terzi posti

### Coppa Europa
- Miglior piazzamento in classifica generale: 2ª nel 1989[senza fonte]
- 1 podio (dati dalla stagione 1994-1995):
  - 1 vittoria

#### Coppa Europa - vittorie
| Data            | Località | Paese   | Specialità |
| --------------- | -------- | ------- | ---------- |
| 9 febbraio 1995 | Pra Loup | Francia | SG         |

Legenda:

SG = supergigante

### Campionati austriaci
- 13 medaglie[1]:
  - 4 ori (slalom gigante nel 1996; combinata nel 1998; discesa libera, combinata nel 2001)
  - 4 argenti (discesa libera, supergigante, combinata nel 1996; slalom gigante nel 2001)
  - 5 bronzi (supergigante, combinata nel 1989; discesa libera nel 1992; slalom gigante nel 1994; slalom speciale nel 1998)